# Ivy Williams

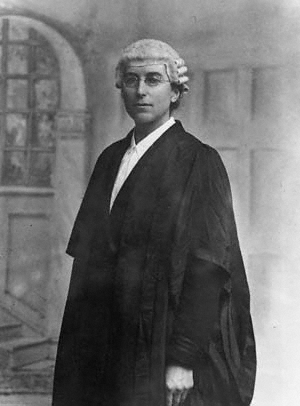
Ivy Williams, vor 1949

Ivy Williams (* 7. September 1877 in Newton Abbot, England; † 18. Februar 1966 in England) war eine britische Rechtsanwältin und Hochschullehrerin. Sie war die erste Frau, die im Mai 1922 in die englische Anwaltskammer berufen wurde, aber nie praktizierte.

## Leben und Werk
Williams war die Tochter von Emma Evers und dem Anwalt George St Swithin Williams. Sie wurde bei ihrem Bruder ausgebildet, lernte Latein, Griechisch, Italienisch und Russisch, reiste nach Europa und sprach fließend Französisch und Deutsch. Sie studierte ab 1896 Rechtswissenschaften an der Society of Oxford Home Students (später St Anne’s College) an der University of Oxford. Sie schloss 1900 ihre Prüfungen für den Bachelor in Rechtswissenschaften mit einem Pass der zweiten Klasse und 1902 mit dem BCL (Bachelor of Civil Law) ab. 1901 erhielt sie von der University of London einen LL.B (Bachelor of Laws) und 1903 einen LL.D (Doctor of Laws), Abschlüsse, die zu der Zeit an der University of Oxford nicht an Frauen verliehen wurde. Die Inns of Court School of Law (ICSL) der University of London boten einzig eine Anwaltsausbildung in Großbritannien an. Die formelle Anerkennung der Oxford-Abschlüsse von Frauen erfolgte erst 1920, als nach einer langen Kampagne Frauen die Vollmitgliedschaft an der University of Oxford zugestanden wurde. Williams immatrikulierte sich am 7. Oktober 1920 und erhielt am 14. Oktober 1920 ihren BA, Master of Arts und BCL auf gleichzeitig zusammen mit weiteren fünfzig Frauen, die als erste einen offiziellen Oxford-Abschluss erhielten.
Nachdem das Gesetz Sex Disqualification (Removal) Act 1919 im Dezember 1919 in Kraft getreten war, mit dem das Verbot, Frauen als Rechtsanwältinnen auszubilden, aufgehoben wurde, trat sie am 26. Januar 1920 nach Theodora Llewelyn Davies in die Anwaltskammer Inner Temple ein und wurde am 10. Mai 1922 als Anwältin berufen. Bald folgten ihr andere Frauen, darunter Helena Normanton.
Williams praktizierte allerdings nicht, sondern unterrichtete von 1920 bis 1945 Rechtswissenschaften an der Society of Oxford Home Students und war die erste Frau, die an einer britischen Universität Jura lehrte. 1923 erhielt sie als erste Frau in Oxford den Abschluss DCL (Doctor of Civil Law). 1930 wurde sie durch ihre Arbeit bei der British Federation of University Women als Delegierte zur Konferenz League of Nations Codification Conference, 1930 in Den Haag eingeladen. Ihre dortige Arbeit zur Frage des Staatsangehörigkeitsrechts von verheirateten Frauen wurde positiv aufgenommen. Des Weiteren wurde sie 1932 in das Aliens Deportation Advisory Committee berufen.
Nachdem sie im späteren Leben ihr Augenlicht verloren hatte, lernte sie Brailleschrift zu lesen und erstellte einen Braille-Lesekurs für das Royal National Institute for the Blind, der 1948 veröffentlicht wurde.
Sie war eine Unterstützerin der University of Oxford und stiftete im Namen ihres im Ersten Weltkrieg getöteten Bruders zwei Stipendien, eines nur für Frauen. Sie schenkte auch Land an das John Radcliffe Hospital und die örtliche Kirche in Cowley. Sie lebte viele Jahre bei Nora MacMunn, einer Dozentin für Geographie bei der Society of Home-Students. Im Alter von 88 Jahren starb sie in ihrem Haus in Oxford.

## Ehrungen
- 1956 wurde sie als Ehrenmitglied des St. Anne’s College gewählt.
- 2020 gründete die Rechtsanwältin Karlia Lykourgou als Ausstatterin für Gerichtskleidung für Frauen die Firma Ivy & Normanton, zu Ehren von Ivy Williams und Helena Normanton[3].
- Am 21. September 2020 wurde an Williams Haus in der King Edward Street 12 in Oxford eine blaue Gedenktafel angebracht[4].